# Vie (fleuve)
Pour les articles homonymes, voir Vie (homonymie).
La Vie est un fleuve côtier de la Vendée, dans la région Pays de la Loire, se jetant dans l'océan Atlantique.

## Géographie

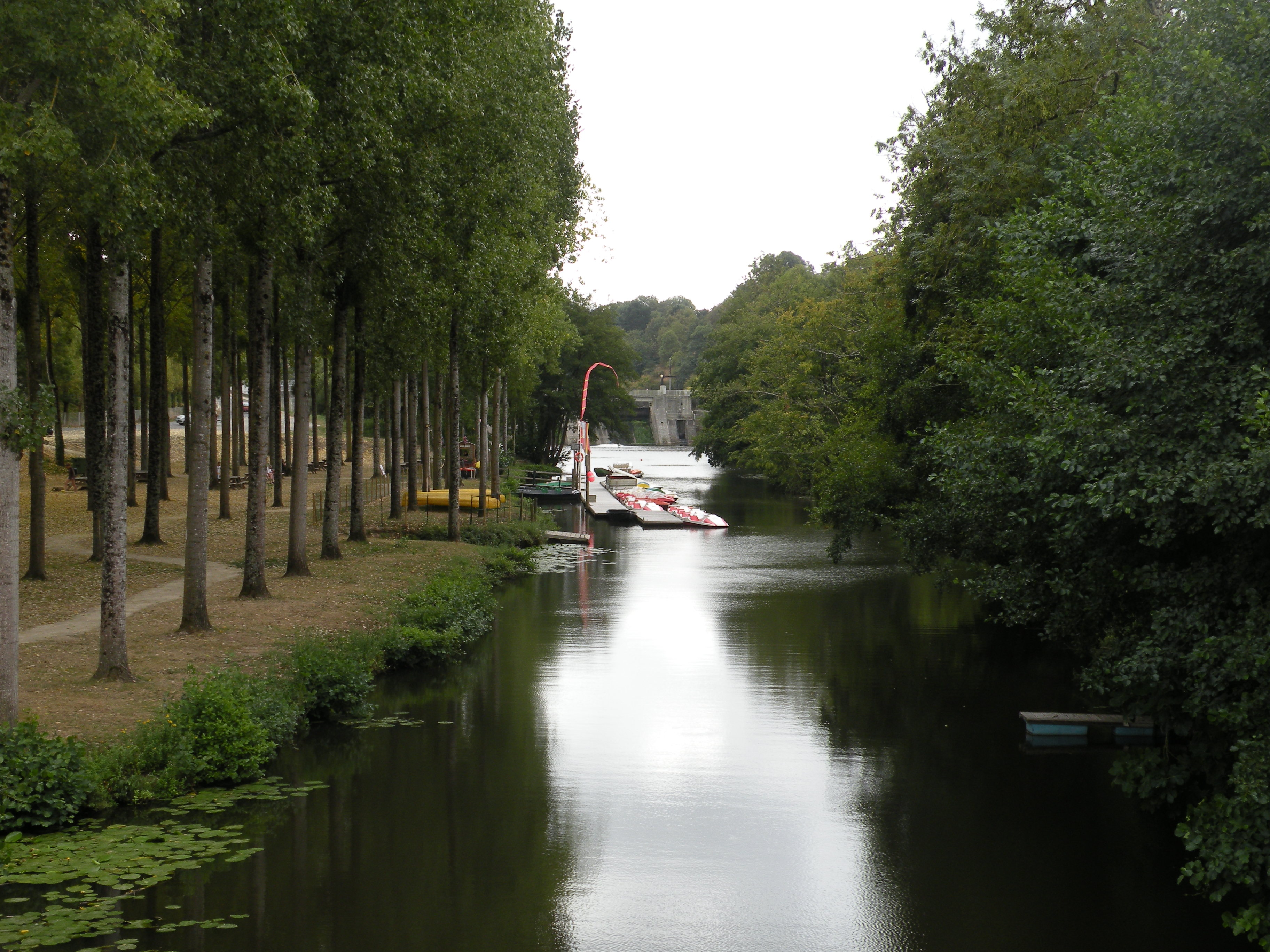
La Vie à Apremont.

La longueur de son cours d'eau est de 62,3 km.
La Vie prend sa source au sud de la commune de Belleville-sur-Vie, au lieu dit le Deffend, entre les lieux dits le Grand Monicq et la Vrignaie, à 77,5 m d'altitude.
La Vie passe notamment par les communes du Poiré-sur-Vie, Aizenay, La Chapelle-Palluau, Maché, Apremont, Commequiers, Saint-Maixent-sur-Vie, Le Fenouiller, Saint-Hilaire-de-Riez et de Saint-Gilles-Croix-de-Vie.
La Vie a son embouchure dans le port de Saint-Gilles-Croix-de-Vie, alors que le Jaunay la rejoint aussi dans cette commune en rive gauche et à moins d'un kilomètre de son embouchure.

### Communes et cantons traversés
Dans le seul département de la Vendée, la Vie traverse les treize communes suivantes, de l'amont vers l'aval, de Belleville-sur-Vie (source), Le Poiré-sur-Vie, Aizenay, La Chapelle-Palluau, Maché, Apremont, Commequiers, Saint-Maixent-sur-Vie, Le Fenouiller, Notre-Dame-de-Riez, Saint-Hilaire-de-Riez, Saint-Gilles-Croix-de-Vie (embouchure).
En ce qui concerne les cantons, la Vie prend source dans le canton d'Aizenay, traverse le canton de Challans et le canton de Saint-Jean-de-Monts, a son embouchure dans le canton de Saint-Hilaire-de-Riez, le tout dans les arrondissements de la Roche-sur-Yon et des Sables d'Olonne.

### Toponymes
Le mot « Vie » est vraisemblablement dérivée du mot Via (voie en latin, dans le sens de rivière navigable).
La Vie a donné son nom à quatre communes : Belleville-sur-Vie, Le Poiré-sur-Vie, Saint-Gilles-Croix-de-Vie, Saint-Maixent-sur-Vie. La commune de L'Aiguillon-sur-Vie est traversée par le Jaunay, affluent de la Vie et non par la Vie.

### Bassin versant
La Vie traverse sept zones hydrographiques,. Son bassin fait 780 km2 de superficie

### Organisme gestionnaire
L'organisme gestionnaire est le Syndicat mixte des marais de la Vie, du Ligneron et du Jaunay. Ce syndicat a été créé par arrêté préfectoral en 1981.

## Affluents

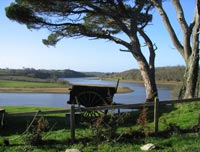
Le Jaunay à La Chapelle-Hermier.

Ses principaux affluents sont le Ruth, le Noiron, le Jaunay, la Petite Boulogne et le Ligneron.
La Vie a vingt-deux tronçons affluents référencés :
- ? (rd), 0,5 km sur la seule commune de Belleville-sur-Vie.
- le ruisseau la Jaranne ou ruisseau du Godineau ou ruisseau de la Morandière (rd), 8,5 km sur les trois communes de Beaufou, Le Poiré-sur-Vie, Belleville-sur-Vie avec trois affluents et de rang de Strahler trois :
  - la Bissière, 0,5 km sur la seule commune de Beaufou avec deux affluents.
- le Ruth (rg), 9,3 km sur la seule commune de Le Poiré-sur-Vie avec trois affluents
- la Micherie (rg), 7,9 km sur les deux communes de Aizenay et Le Poiré-sur-Vie
- le ruisseau du Sermarin (rd), 2,3 km sur les trois communes de La Chapelle-Palluau, Palluau, Le Poiré-sur-Vie
- la Petite Boulogne (rd), 22,9 km sur sept communes avec huit affluents et de rang de Strahler trois, qui conflue dans le lac d'Apremont.
- la Fontaine de la Flachaussière (rd), 6,4 km sur la seule commune de Maché avec quatre affluents.
- ? (rd), 1,2 km sur la seule commune de Maché.
- le Noiron (rg), 6,4 km sur les deux communes de Maché et Aizenay qui conflue dans le lac d'Apremont et avec un affluent.
- la Tuderrière (rg), 7,7 km sur les trois communes de Coëx, Apremont et La Chapelle-Hermier.
- le Doivy (rd), 5,3 km sur les deux communes d'Apremont et Maché.
- l'Herseau (rg), 5,5 km sur les deux communes de Coëx et Apremont avec un affluent.
- ? (rd), 0,8 km sur les deux communes de Commequiers et Apremont.
- la Belle Eau (rg), 4,4 km sur les deux communes Coëx et Apremont avec un affluent.
- ? (rg), 0,7 km sur la seule commune de Le Fenouiller.
- le Ligneron (rd), 29,5 km sur sept communes et avec trois affluents.
- un bras, donc affluent et défluent, de 2,3 km sur les deux communes de Saint-Hilaire-de-Riezet Le Fenouiller.
- un bras, donc affluent et défluent, de 1,6 km sur la seule commune de Saint-Hilaire-de-Riez
- le Grenouillet (rg), 4,7 km sur les deux communes de Le Fenouiller et Saint-Gilles-Croix-de-Vie.
- un bras, donc affluent et défluent, de 1,5 km sur les quatre communes de Saint-Hilaire-de-Riez, Le Fenouiller, Commequiers et Saint-Gilles-Croix-de-Vie.
- le Jaunay (rg), 45,5 km sur treize communes avec dix affluents et de rang de Strahler trois.

Donc le rang de Strahler est de quatre.

## Hydrologie

### La Vie à La Chapelle-Palluau
La Vie a été observé à la station N1001510 de Ma Chapelle-Palluau, sur 22 ans, de 1994 à 2015. Pour un bassin versant de 118 km2, et à 26 m d'altitude, le module ou moyenne annuelle de son débit est de 1,130 m3/s.

### Étiage ou basses eaux

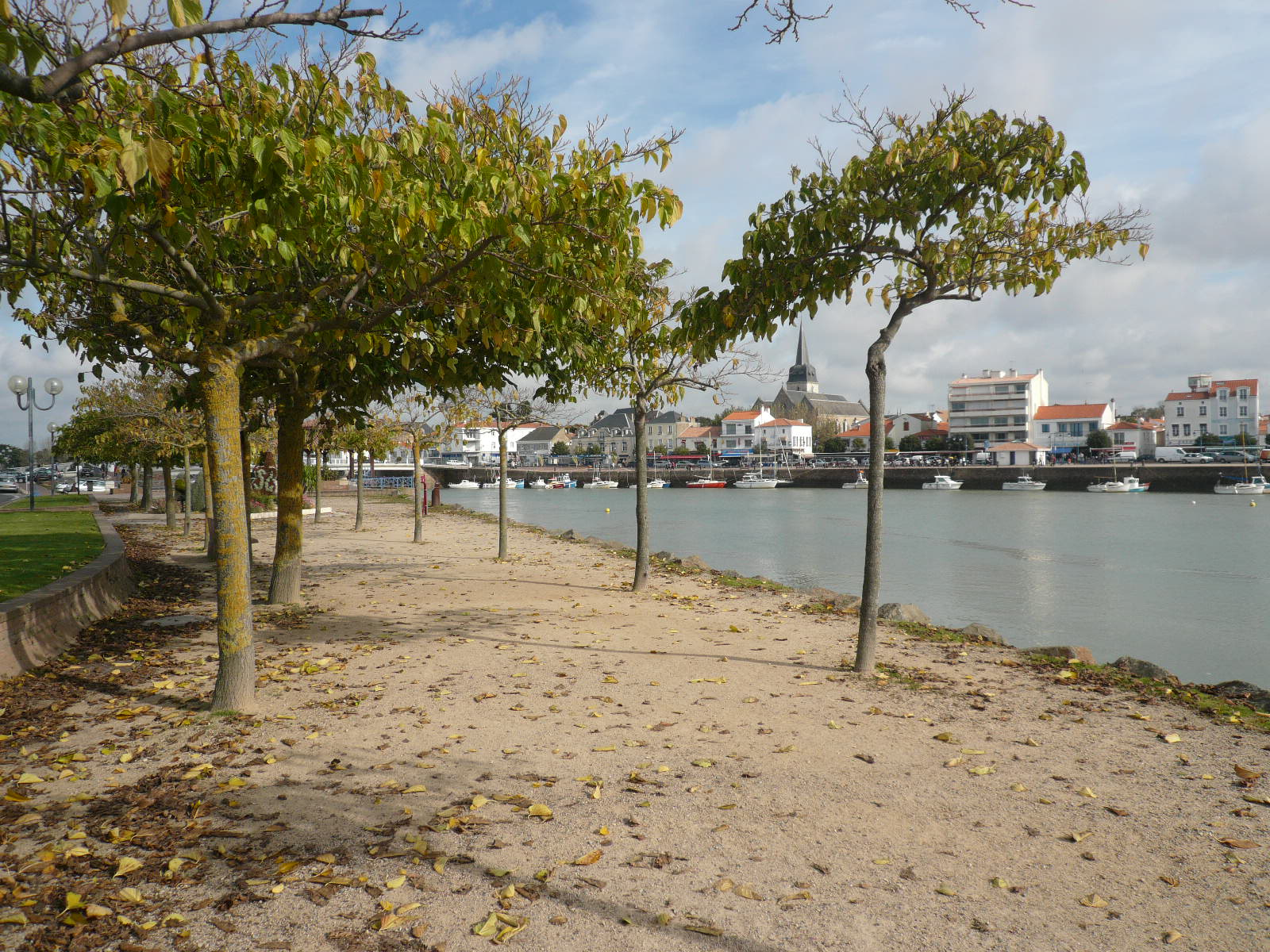
La promenade Marcel Ragon à Saint-Gilles-Croix-de-Vie.

À l'étiage, c'est-à-dire aux basses eaux, le VCN3, ou débit minimal du cours d'eau enregistré pendant trois jours consécutifs sur un mois, en cas de quinquennale sèche s'établit à 0,003 m3/s, ou 3 l/sce qui peu : trois millièmes du module.

### Crues
Sur cette période d'observation, le débit journalier maximal a été observé le 19 octobre 2012 pour 26,90 m3/s. Le débit instantané maximal a été observé le 29 décembre 2009 avec 35,10 m3/s et la hauteur maximale instantanée a été de 338 cm soit 3,38 m le 5 janvier 2001.
Le QIX 10 est de 39 m3/s et le QIX 20 est de 47 m3/s alors que le QIX 2 est de 20 m3/s et le QIX 5 de 31 m3/s.

### Lame d'eau et débit spécifique
La lame d'eau écoulée dans cette partie du bassin versant de la rivière est de 303 millimètres annuellement, ce qui est dans la moyenne en France. Le débit spécifique (Qsp) atteint 9,6 litres par seconde et par kilomètre carré de bassin.

## Aménagements

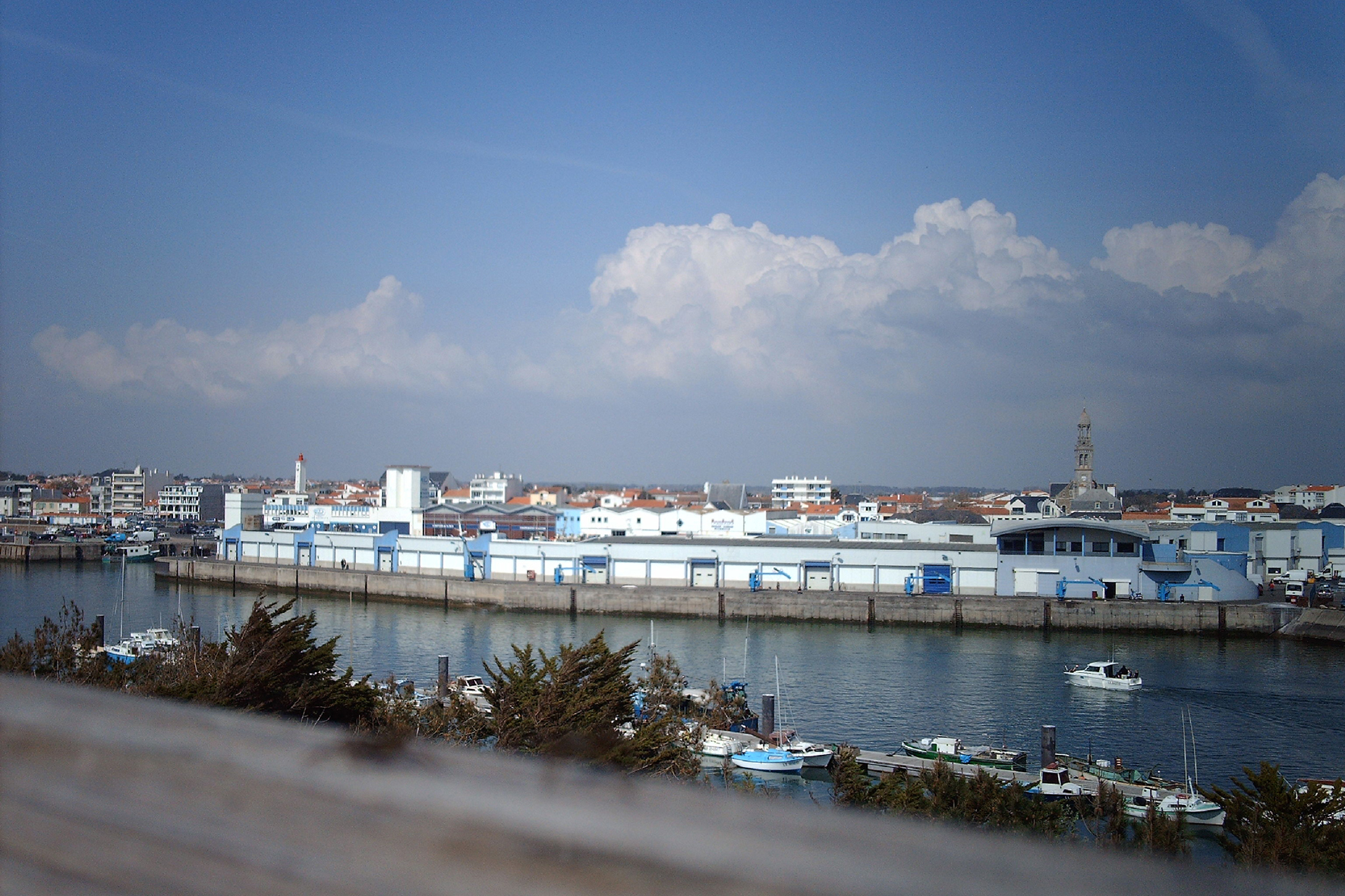
La criée du port de pêche à Saint-Gilles-Croix-de-Vie.

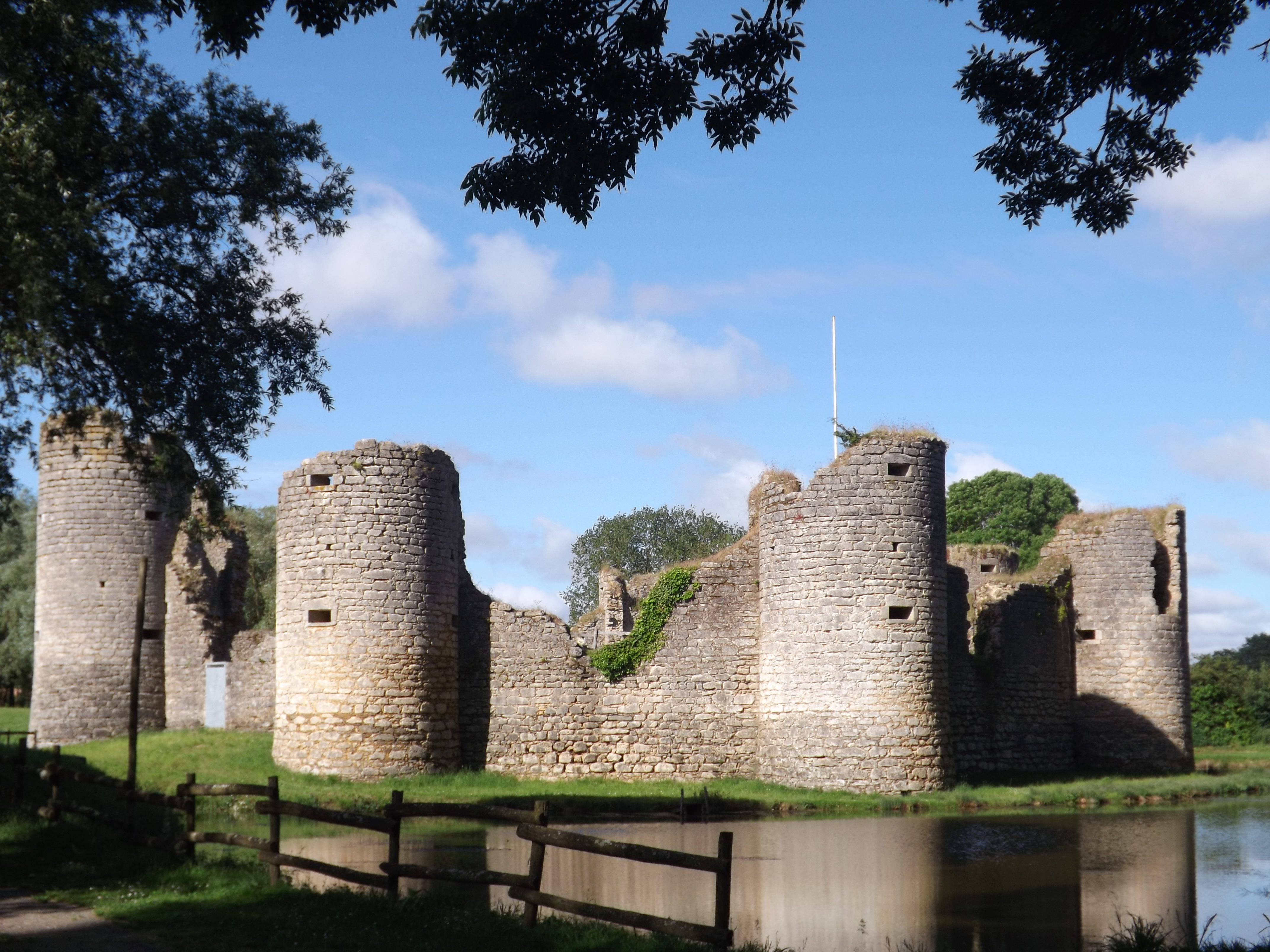
Le château de Commequiers.

Ce fleuve permettait l'alimentation en eau salée des marais salants de Croix-de-Vie et de Saint-Hilaire-de-Riez, ainsi que de permettre au port de Saint-Gilles-Croix-de-Vie de pas être constamment ensablé.
Le lac d'Apremont est dû à un barrage-poids dit encore « par gravité » construit en 1966.

## Tourisme
- le château de Commequiers
- le château d'Apremont où l'on trouve une copie du Rouleau d'Apremont, témoignage historique du fleuve au 16e siècle.

## Pêche et AAPPMA
Sur l'ensemble du bassin versant de la Vie, sept AAPPMA sont présentes